# JR貨物U28B形コンテナ
U28B形コンテナ（U28Bがたコンテナ）は、日本貨物鉄道（JR貨物）輸送用として籍を編入している20ft級・標準内容積28m3の航送用私有コンテナ（ドライコンテナ）である。

## 概要
本形式の数字部位 「 28 」は、コンテナの容積を元に決定される。このコンテナ容積28 m3の算出は、厳密には端数四捨五入計算の為に、内容積27.5 m3 - 28.4 m3の間に属するコンテナが対象となる。また形式末尾のアルファベット一桁部位「B」は、コンテナの使用用途（主たる目的）が「航送用の」を表す記号として付与されている。

## 特記事項
日本国有鉄道時代に運用されていたUC7形の後継形式として使用されていたが、2005年前後から相次いで所有者の営業所等で留置及び倉庫代わりに使用され始めている。この為に、形式としての登録は有るものの、事実上の運用停止状態になっていると思われる。

## 番台毎の概要

### 0番台
- 1 - 5 : 西濃運輸所有。総重量11.5t。

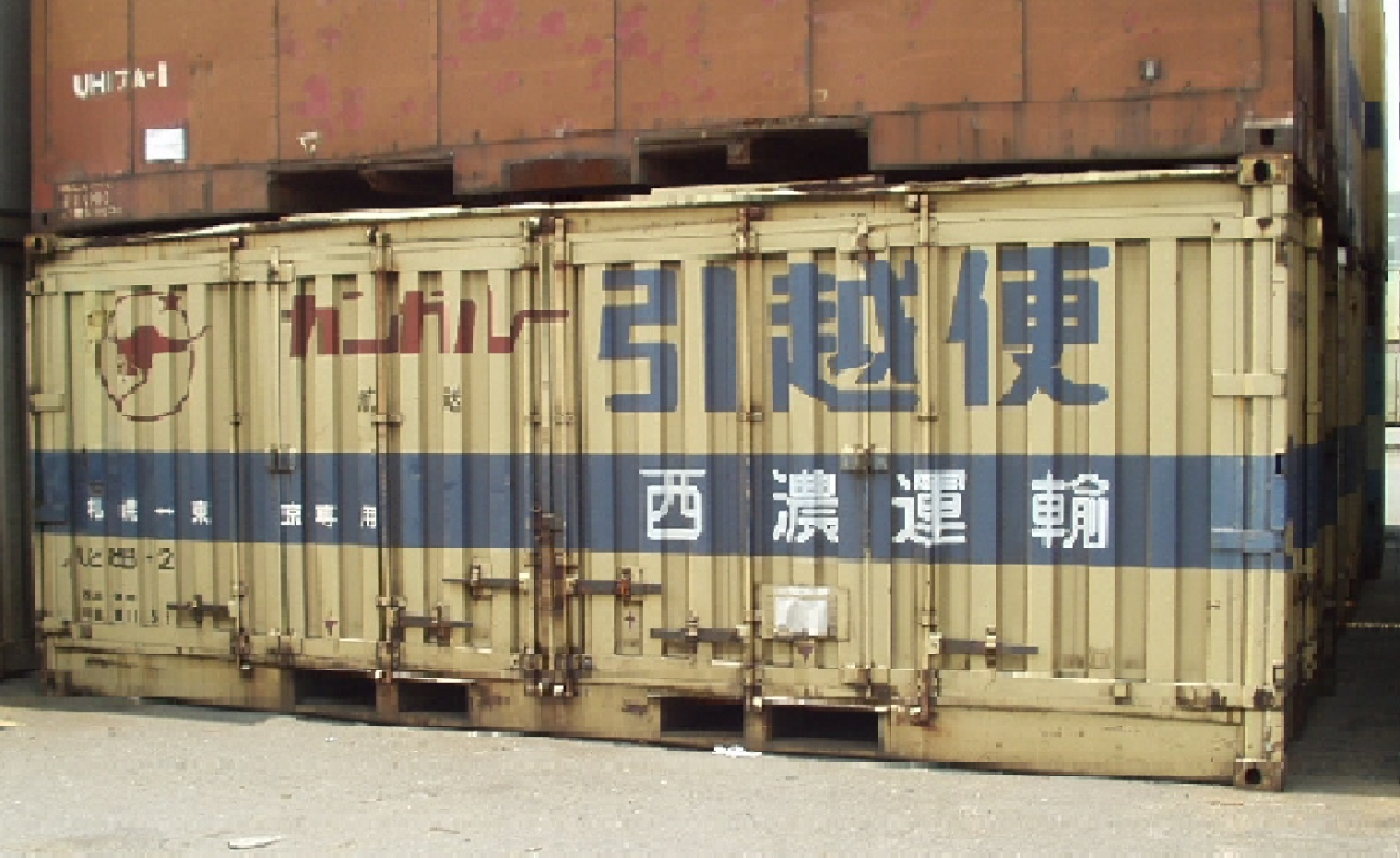
U28B-2 西濃運輸所有。

- 6 : （不明）
- 7・8 : 西濃運輸所有。総重量11.5t。
- 9 : （不明）
- 10・11 : 西濃運輸所有。総重量11.5t。
- 12 : （不明）
- 13・14 : 西濃運輸所有。総重量11.5t。
- 15 : （不明）
- 16・17 : 西濃運輸所有。総重量11.5t。
- 18 : （不明）
- 19 : 西濃運輸所有。総重量11.5t。